# Evighetskalender

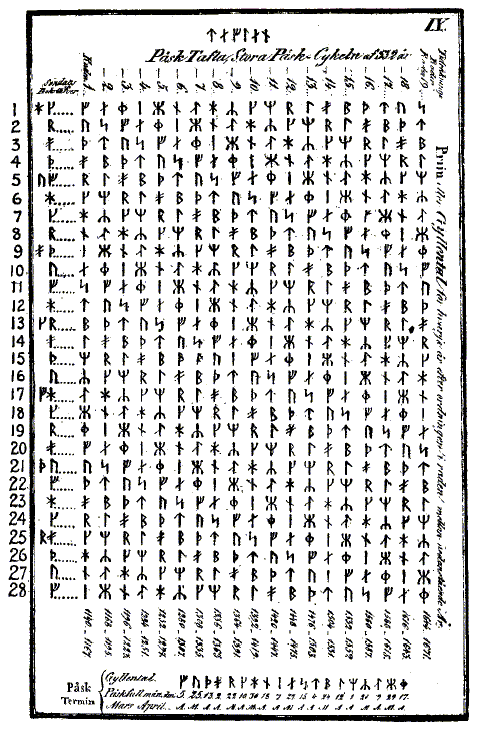
En påsktavla är ett slags evighetskalender. Bild från Johan Gustaf Liljegrens Runlära, faksimil ur Sverige Runinskrifter av Erik Brate

En evighetskalender är en kalender som sträcker sig fler än ett år framåt i tiden. Kommande dagar räknas fram genom någon form av förskjutning av tidsenheter och under idealiserade förhållanden kan kalendrarna sägas fungera i evigheter.
I Sverige var metoden med söndagsbokstaven tidigare populär.